# 嘉南藥理大學人工濕地
嘉藥人工濕地，又稱生態池。是位於台南市嘉南藥理大學內的一座人工濕地。為結合「環境工程」、「生態工程」、「綠建築」、「永續校園」，以作為廢水處理應用與水污染防治等學術研究。

## 歷史
嘉南藥理大學為實踐教育部推廣的「永續校園計畫」，以達成生態環境恢復與維護以及永續建築等理念，因而規劃將校內原養鴨池改建，於2005年11月竣工，其人工濕地系統整體包含表面下流動系統、表面自由流動系統與生態池三部分。後於2007年內政部「國家重要濕地評選小組」評選為地方級的國家重要濕地。

## 環境
嘉藥人工溼地系統由六個主要單元所組成：
- 表面下流動(SSF)人工濕地
- 表面流動(FWS)人工濕地
- 景觀生態池
- 水回收再利用設施
- 太陽能光電照明
- 氣象及水文監測站